# Districte de Meluco
El Districte de Meluco és un districte de Moçambic, situat a la província de Cabo Delgado. Té una superfície 5.799 kilòmetres quadrats. En 2015 comptava amb una població de 26.221 habitants. Limita al nord com els districtes de Muidumbe i Mueda, a l'oest amb el districte de Montepuez, al sud amb el districte d'Ancuabe i a l'est amb els districtes de Quissanga i Macomia.

## Divisió administrativa
El districte està dividit en dos postos administrativos (Meluco i Muagide), compostos per les següents localitats:
- Posto Administrativo de Meluco:
  - Meluco
  - Minhanha,
  - Mitepo
- Posto Administrativo de Muaguide:
  - Iba
  - Mitemba,
  - Sitate